# Тулин K
Тулин K (швед. Thulin K) је ловачки авион направљен у Шведској. Авион је први пут полетео 1917. године. 

Због недовољних летних особина, шведско РВ је поручило само 2-3 примерка, а Холандија мању серију од 12 једноседа и три двоседа. Кориштени су углавном за обуку.
Највећа брзина у хоризонталном лету је износила 150 km/h. Био је наоружан са 2 предња митраљеза калибра 8 мм.

## Наоружање
| Наоружање авиона: Тулин        |   |
| Ватрено (стрељачко) наоружање  |   |
| Топ                            |   |
| Митраљез                       |   |
| Број и ознака митраљеза        | 2 |
| Калибар                        | 8 |
| Бомбардерско наоружање (бомбе) |   |
| Ракетно наоружање (ракете)     |   |